# Departament de Medi Ambient i Habitatge de la Generalitat de Catalunya
El Departament de Medi Ambient i Habitatge va ser un departament de la Generalitat de Catalunya de 1991 al 2010.
Va ser creat el 22 de març de 1991 en el tercer govern del president Jordi Pujol. Les seves competències i funcions foren definides amb la Llei 4/1991 i el Decret 67/1991. Va ser dissolt el desembre de 2010 i les seves competències es van repartir entre el Departament d'Agricultura, Ramaderia, Pesca, Alimentació i Medi Natural i el Departament de Territori i Sostenibilitat.

## Funcions
Les principals funcions del Departament de Medi Ambient foren la preparació i l'execució de la política del Govern de la Generalitat sobre el medi ambient, i també la direcció, planificació, coordinació i avaluació dels àmbits medioambientals sobre els quals se li assigni l'exercici de competències i funcions.
Segons la normativa vigent l'any de la seva creació, corresponia al departament:
- La formulació de plans territorials sectorials.
- Emetre informe sobre els projectes de plans d'ordenació del territori i els projectes de plans generals d'urbanisme.
- La planificació i la gestió, si escau, dels residus sòlids.
- La planificació i la gestió, si escau, del tractament de les aigües residuals.
- La formulació i, si escau, la gestió dels plans i programes sobre protecció de l'ambient atmosfèric.
- La intervenció administrativa dels abocaments que puguin afectar les aigües superficials, subàlvies i marítimes.
- El control de qualitat de les platges i de les aigües litorals.
- La protecció del sòl contra l'erosió i la protecció del paisatge.
- El procediment d'avaluació d'impacte ambiental i també el seguiment, en aquest àmbit, de les obres i instal·lacions sotmeses a aquest procediment.
- La intervenció administrativa de les activitats classificades.
- La protecció dels espais d'especial interès natural afectats per activitats extractives, i també la sanció de les infraccions que es produeixin en aquest àmbit.
- La formulació i la promoció de plans i programes d'investigació i formació.
- La formulació i la promoció de plans, programes i activitats adreçats a la difusió i l'educació.
- La coordinació de l'acció pública entre l'Administració de la Generalitat i els ens locals de Catalunya.
- La promoció d'entitats i associacions i el foment de les seves activitats.
- Les funcions que li encomani el Govern de la Generalitat en relació amb el medi ambient.

## Llista de consellers (1991-2010)
| # | Legislatura | Nom | Nom                              | Inici                  | Fi                     | Partit polític                        | Partit polític                                                |
| - | ----------- | --- | -------------------------------- | ---------------------- | ---------------------- | ------------------------------------- | ------------------------------------------------------------- |
| 1 | III         |     | Albert Vilalta Gonzalez          | 4 d'abril de 1991      | 7 de juny de 1996      |                                       | Convergència Democràtica de Catalunya                         |
| 1 | IV          |     | Albert Vilalta Gonzalez          | 4 d'abril de 1991      | 7 de juny de 1996      |                                       | Convergència Democràtica de Catalunya                         |
| 1 | V           |     | Albert Vilalta Gonzalez          | 4 d'abril de 1991      | 7 de juny de 1996      |                                       | Convergència Democràtica de Catalunya                         |
| 2 | V           |     | Pere Macias i Arau               | 7 de juny de 1996      | 30 de juliol de 1997   |                                       | Convergència Democràtica de Catalunya                         |
| 3 | V           |     | Joan Ignasi Puigdollers i Noblom | 30 de juliol de 1997   | 29 de novembre 1999    | Unió Democràtica de Catalunya         |                                                               |
| 4 | VI          |     | Felip Puig i Godes               | 29 de novembre 1999    | 20 de novembre 2001    | Convergència Democràtica de Catalunya |                                                               |
| 5 | VI          |     | Ramon Espadaler i Parcerisas     | 20 de novembre 2001    | 20 de desembre de 2003 | Unió Democràtica de Catalunya         |                                                               |
| 6 | VII         |     | Salvador Milà i Solsona          | 20 de desembre de 2003 | 20 d'abril de 2006     |                                       | Iniciativa per Catalunya Verds - Esquerra Unida i Alternativa |
| 7 | VII         |     | Francesc Baltasar i Albesa       | 20 d'abril de 2006     | 29 de desembre de 2010 |                                       | Iniciativa per Catalunya Verds - Esquerra Unida i Alternativa |
| 7 | VIII        |     | Francesc Baltasar i Albesa       | 20 d'abril de 2006     | 29 de desembre de 2010 |                                       | Iniciativa per Catalunya Verds - Esquerra Unida i Alternativa |